# Kubusschnitt
Kubusschnitt is een muziekgroep, die in 1999 haar eerste studioalbum uitgeeft. De band bestaat uit Andy Bloyce, Jens Peschke, Ruud Heij en Tom Coppens. Ze speelt een mengeling van elektronische muziek uit de Berlijnse School en ambient. Het platenlabel Neu Harmony waarop de muziek verscheen, maakt deel uit van Synth Music Direct een internetbedrijf gevestigd in Doncaster. Na drie muziekalbums en een verzamel-/livealbum werd het stil rond Kubusschnitt. De eerste albums vielen dermate goed binnen het segment, dat er vraag bleef naar opnamen, die vervolgens in 2006 op cd-r verschenen. Daarop werd het wederom stil, totdat in 2010 een reguliere uitgave volgde op EH, het label van Gert Emmens & Ruud Heij. Van de originele leden zijn alleen Heij en Coppens over en zij worden versterkt met Jan Dieterich en Gert Emmens.  

## Discografie
- The Case (1999)
- The Cube (2000)
- Concerts at Jodrells Bank (2000)
- The Singularity (2001)
- Nightshade (2006)
- Phoenix (2006)
- Kubient (2006)
- Entropy's Evolution (2010) (opnamen uit 2008)